# Cesarz Japonii

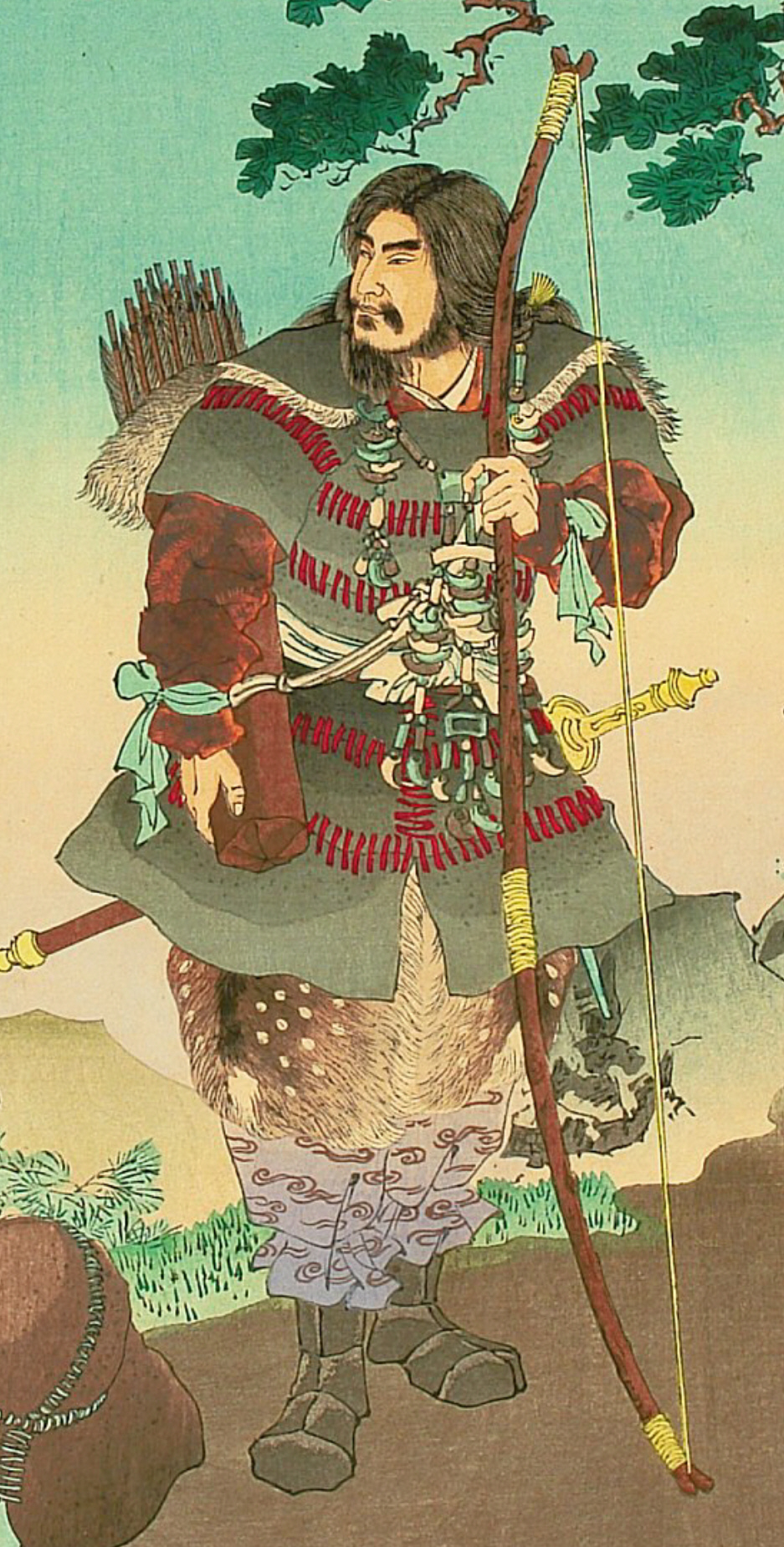
Jimmu, pierwszy cesarz

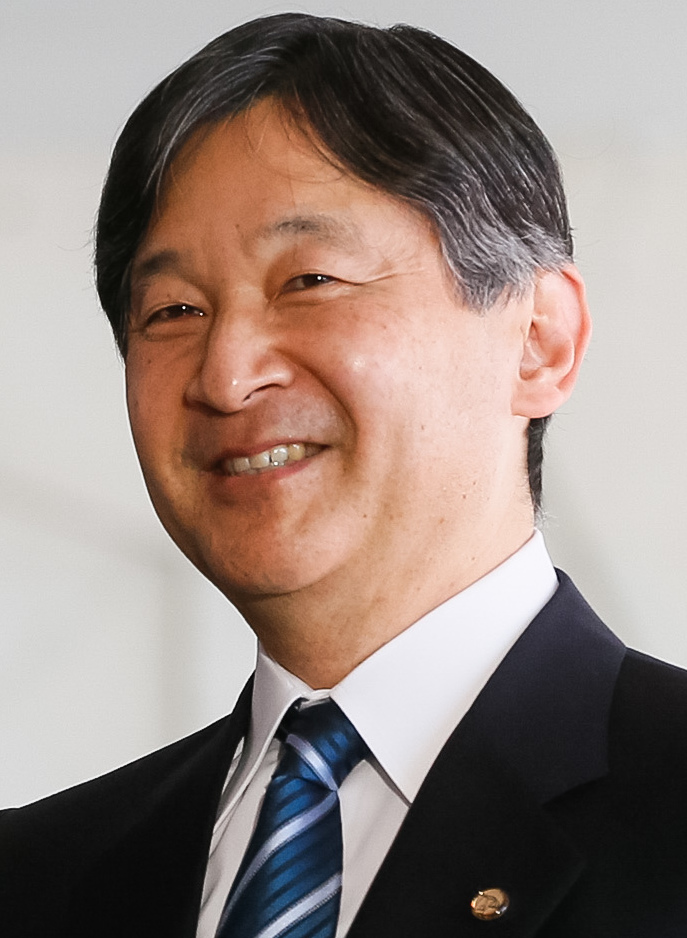
Cesarz Naruhito

Cesarz Japonii (jap. 天皇 tennō, (arch. sumeragi); cesarz, dosł. niebiański władca, niebiański suweren) – tytuł monarszy władcy Japonii, ceremonialnej głowy państwa. Od 2019 roku panującym cesarzem jest Naruhito.

## Historia
Według japońskich kronik Nihon-shoki i Kojiki, pierwszym cesarzem był Jimmu, który dzięki bogini słońca Amaterasu i krukowi Yatagarasu podbił Archipelag Japoński i w 660 roku p.n.e. stał się pierwszym jego władcą. W rzeczywistości władcy plemienni państwa Yamato dopiero w VI wieku zaczęli umacniać władzę nad zgromadzeniami naczelników klanów (uji) i nazywać siebie sumera-mikoto lub sumera no mikoto, co było równorzędne z tytułem tennō. 
Chińskie kroniki wymieniają około 100 królestw w państwie nazywanym Wa (倭). Nazwa ta przyjęła się w historiografii koreańskiej i chińskiej jako nazwa Japonii do czasów historycznych. W V wieku natomiast pięciu władców Japonii wysyłało daninę cesarzowi chińskiemu.  
W czasie panowania cesarza Kōtoku (645–654) rozpoczął się okres reform ery Taika – otwarcie nawiązywano wtedy do kultury chińskiej, czerpano z niej obficie, czego wyrazem były: wznoszenie od 645 r. dworu cesarskiego na wzór chiński w miejscowości Naniwa, utworzenie ośmiu ministerstw, rozpoczęcie przydziału stołecznej ziemi, rozpowszechnienie się buddyzmu i pisma chińskiego, a także sam tytuł cesarski. 
Dzięki cesarzowi Tenji, wcześniej znanemu jako książę Naka no Ōe umocniła się pozycja cesarza i samego młodego państwa japońskiego, a cesarze kilkadziesiąt lat później rządzili krajem z nowo wybudowanej stolicy Heijō-kyō. W VII w. p.n.e, czyli w początkach okresu cesarstwa władcę nazywano „synem niebios” (天子 tenshi lub 天子様 tenshi-sama), do dziś to też najbardziej oficjalny tytuł cesarski. Zważając na niewiarygodność kronik japońskich, już od okresu Meiji archeolodzy pragną zbadać grobowiec m.in. cesarza Jimmu, lecz uniemożliwia im to Agencja Dworu Cesarskiego (Kunai-chō), powołując się na konieczność pozostawienia w spokoju duchów cesarzy.

## Tennoizm
Ze słowem tennō wiąże się pojęcie tennoizmu, jednego z rodzajów shintō, nazywanego również kokutai shintō, co oznacza „shintō ustroju państwa”. Ideologia ta oparta jest na wierze w cesarza jako boga i manifestację Absolutu. Jest on bowiem potomkiem i następcą bogini słońca Amaterasu, a więc bogów-stwórców Japonii. W dawnych czasach cesarz był nie tylko władcą, ale także głównym kapłanem, a więc pośrednikiem pomiędzy ludem a boginią. Tennoizm został wzmocniony konfucjańską ideą lojalności wobec władcy.
Ideologia ta przybrała na sile w okresie Meiji, wywyższając Japończyków wobec pozostałych narodów. W rozdziale I art. 3 konstytucji z 1889 roku umieszczono artykuł mówiący, iż: „Cesarz jest święty i nienaruszalny”. Kult ten był więc na świecie traktowany jako nacjonalistyczny i nie był do zaakceptowania przez inne kraje. 
Po klęsce w II wojnie światowej w dniu 1 stycznia 1946 roku, w noworocznym przemówieniu radiowym, ówczesny cesarz Shōwa zrzekł się swojej boskości i zaprzeczył wyższości Japończyków nad innymi narodami. Cesarz, zgodnie z nową konstytucją, stał się „symbolem jedności narodu”, a shintō państwowe, które służyło jako narzędzie indoktrynacji nacjonalistycznej, uległo likwidacji. Chramy utraciły wsparcie finansowe państwa.